# Пам'ятник Кузьмі Скрябіну (Святопетрівське)
Пам'ятник Кузьмі Скрябіну (Святопетрівське) — пам’ятник українському співаку, композитору, письменнику та продюсеру Андрієві Кузьменку (Кузьма Скрябін) у селі Святопетрівське, Київської області. 

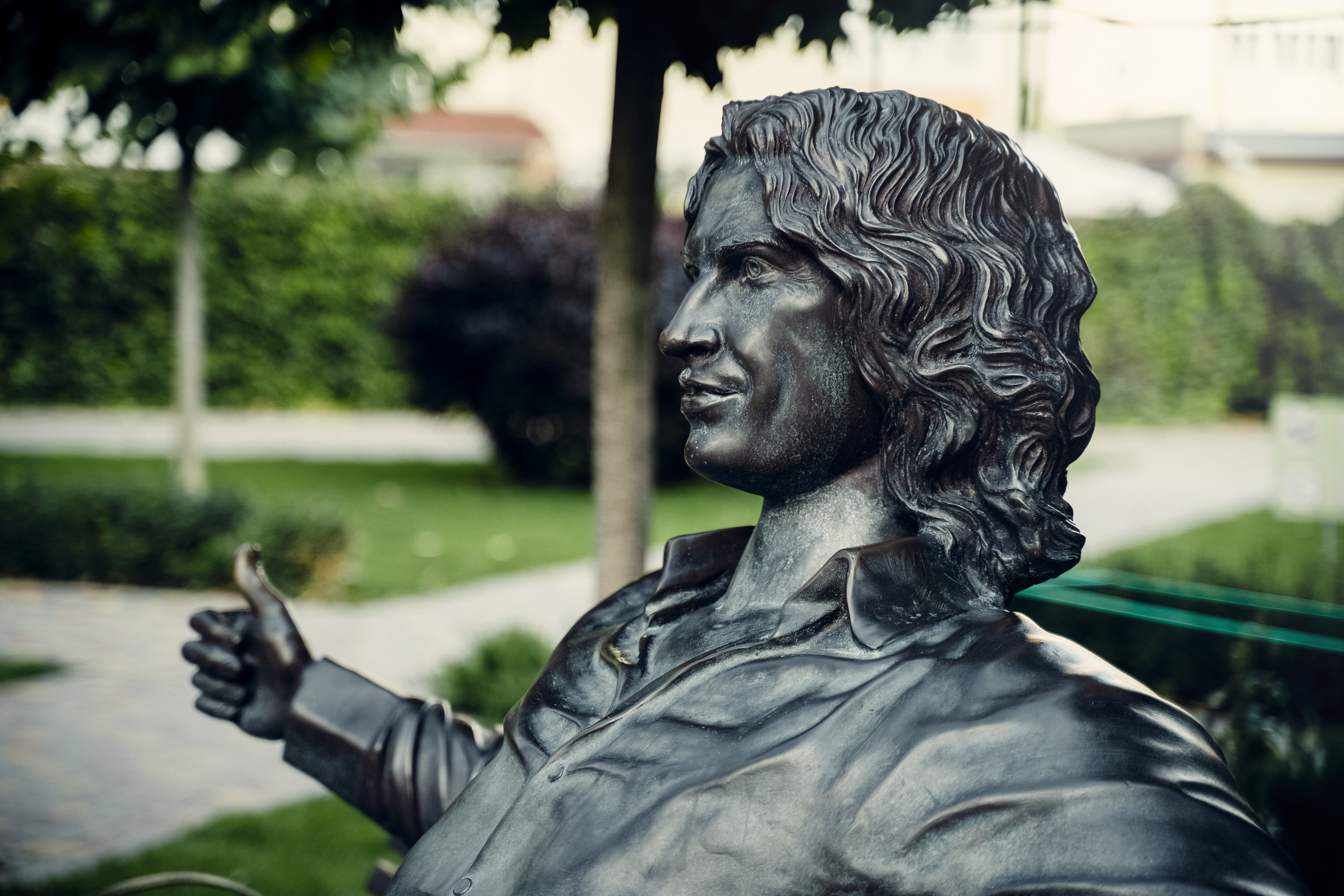
Пам'ятник Кузьмі Скрябіну в Святопетрівському

## Опис
Пам'ятник Кузьмі Скрябіну був встановлений 14 жовтня 2019 року у с. Святопетрівське (Київська обл), на території ЖК “Петрівський квартал” девелоперської компанії Novbud.
Пам’ятник планувалося встановити до дня народження Андрія Кузьменка (17 серпня), але пізніше його відкриття вирішили приурочити до дня народження “Петрівського кварталу” та свята Покрови Пресвятої Богородиці.
Пам’ятник був встановлений Олександром Тиговим, директором “Петрівського кварталу” в 2012 — 2014 роках. Андрій Кузьменко був обличчям “Петрівського кварталу” в 2013 році.
Скульптор — Борис Данилюк. Пам’ятник виконаний в стилі класицизм. Матеріал — бронза. Скульптура зображає Кузьму Скрябіна, сидячим на лавці, закинувши ногу за ногу.
На відкритті пам’ятника були присутні мати Андрія Ольга Кузьменко, друзі і колеги співака: Володимир Бебешко, Ігор Кондратюк, музиканти гурту «Скрябін»,Тарас Тополя, Альфонсо Олівер, а також творчі колективи Києво-Святошинського району.